# Asiria
Asiria (Akkadiană: 𒆳𒀸𒋩, transliterat: māt aššūr, „Țara lui Așur”) a fost un stat situat în nordul Mesopotamiei antice care s-a afirmat cu mai multe ocazii ca o mare putere a Orientului Mijlociu de la fondarea sa în jurul secolului XXV î.Hr. pe malurile râului Tigru până la desființarea sa de către babilonieni și mezi în anii 612 î.Hr. - 609 î.Hr. Sub forma Imperiului Neo-Asirian (670 î.Hr.) Asiria a ajuns cel mai întins stat din istorie de până atunci, fiind primul stat care cuprindea în întregime semiluna fertilă, din Egipt până în Elam, acoperind în totalitate 1,4 milioane de km2. Capitala Asiriei, reprezentată de orașul Assur, a fost centrul unei rețele comerciale de legătură dintre orașele bogate ale Mesopotamiei și Iran, care exportau textile, respectiv staniu și Anatolia, unde bunurile erau schimbate pe aur și argint.

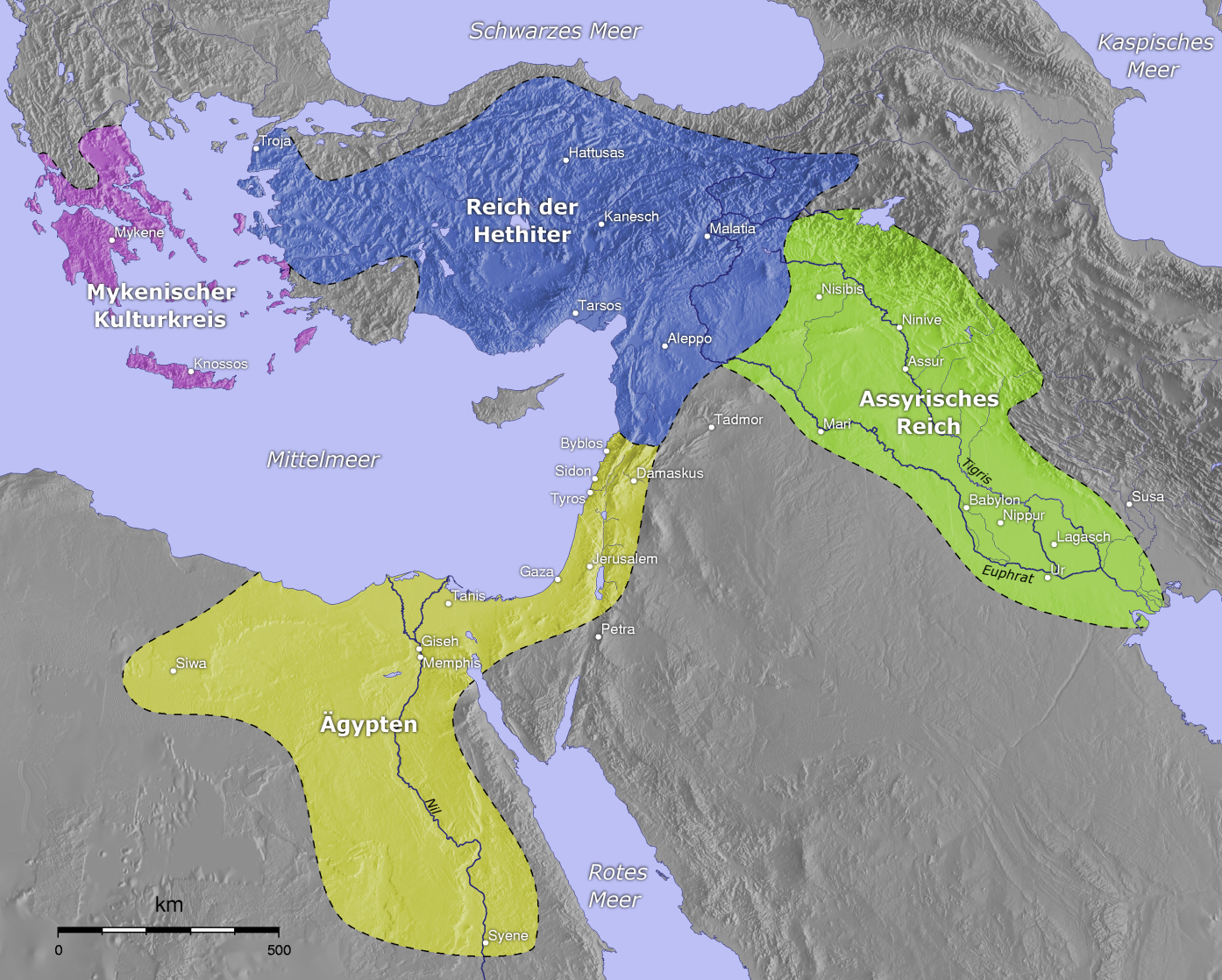
Harta Orientul Apropiat antic în aproximativ 1400 î.e.n., teritoriul Imperiului asirian fiind colorat cu verde

Zeul lor suprem, Așur, era personificarea și deitatea tutelară a orașul omonim Așur (Akkadiană: ālu aššur, „Orașul lui Așur”), capitala Asiriei.
Asiria a devenit un imperiu puternic, distrugând Babilonul, cucerind Egiptul, Siria  și Anatolia, capitala imperiului fiind Ninive. Sub domnia regelui Tiglatpalasar I și a lui Asurbanipal, hotarele imperiului atingeau Golful Persic  și Marea Mediterană, devenind principala putere din Orientul Mijlociu. Regele Senaherib cucerește Babilonul în anul 689 î.Hr., orașul fiind distrus, iar în anul 671 î.Hr., succesorul său Asarhaddon cucerește Egiptul. 
În anul 609 î.Hr. imperiul Neo-Asirian a fost cucerit de catre imperiul Neo-Babilonian, capitala Ninive fiind distrusă, iar în Babilon principele caldeean Nabopalasar se proclamă rege al Babilonului. În anul 614 î.Hr. mezii cuceresc orașul Assur, iar în anul 612 î.Hr. Ninive și Kalakh sunt ocupate. În cele din urmă, un an mai târziu, ultimele rezistențe ale asirienilor sunt spulberate de către mezi.

## Origini
Asirienii antici au reprezentat ramura nordică în care akkadienii s-au ramificat în decursul epocii bronzului.Popoare Akkadiene (de sorginte nord-est semitică, precum si primul popor semitic atestat) au ajuns în nordul Mesopotamiei în jurul mileniului al IV-lea î.Hr. In decursul mileniului al III-lea î.Hr. akkadienii au început sa formeze o relație simbiotică cu sumerienii autohtoni Mesopotamiei. Această simbioză își atinge apogeul în secolul XXIV î.Hr. moment în care Sargon I al Akkadului va înființa primul imperiu din istorie, imperiul Akkadian.
De-a lungul timpului limba akkadiană va înlocui în uzul zilnic limba sumeriană iar cuneiforma akkadiană, cu origini in cuneiforma sumeriană, va continua să fie perfecționată și adoptată de mai multe popoare (cum ar fi hitiții sau perșii vechi). În timpul Imperiului Neo-Asirian popoarele akkadiene din Mesopotamia în frunte cu asirienii au început să folosească limba aramaică ca o limbă universală de circulație în Orientul Mijlociu, cu toate acestea akkadiana și sumeriana rămân limbile folosite simbolic și în ritualurile mesopotamienilor antici până în jurul secolului II d.Hr.

Orașele antice Așur, Ninive, Gasur apar a fi deja considerate orașe akkadiene în mileniul III î.Hr., și se pare ca deja existau mai devreme în sfera de influență a civilizației sumeriene.

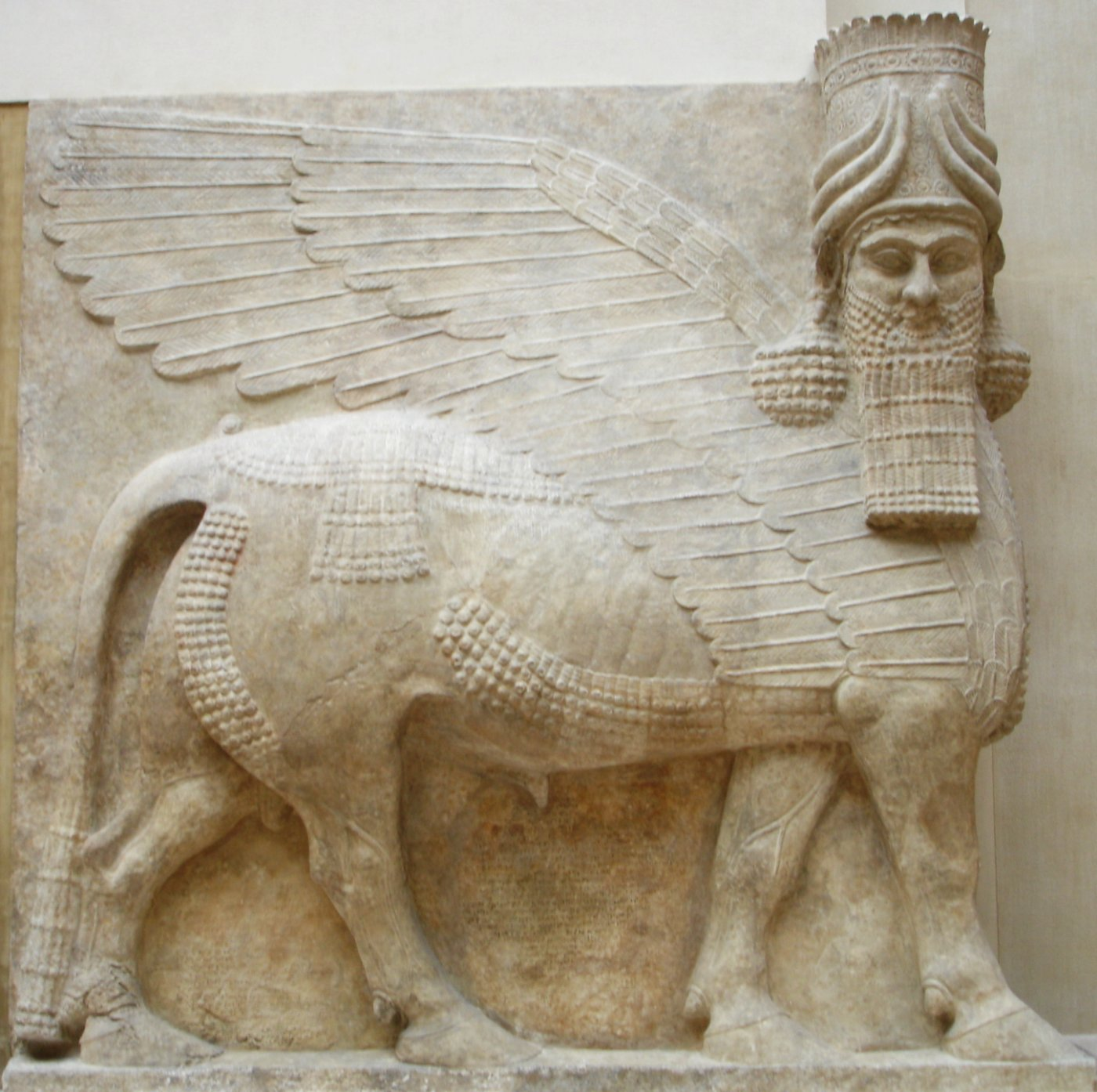
Leu asirian

## Forța militară
Spiritul lor militar se datora în primul rând poziției geografice: deoarece ei nu aveau hotare naturale, țărmuri sau lanțuri muntoase, erau vulnerabili din orice direcție.
De aceea au devenit mari războinici, cu o armată bine organizată, capabilă de acțiune în orice moment, pentru a putea menține imperiul.
Foloseau care de luptă, din care arcașii trăgeau în inamic din fuga cailor și foloseau prăștii, scuturi, arcuri și berbeci de luptă.